# Hegedüs Zsuzsa
Hegedüs Zsuzsa (1946 – 2022. december 3.) magyar szociológus, filozófus, 2010–től lemondásáig Orbán Viktor egyik főtanácsadója.

## Életpályája
1969-ben szerzett bölcsészdiplomát az Eötvös Loránd Tudományegyetemen, majd 1975-ig a Pénzügykutatási Intézet tudományos munkatársaként dolgozott. 1976-ban Franciaországba emigrált, Párizsban doktorált szociológiából. Ezután tíz évig nem jöhetett Magyarországra. Szociológusként Franciaországban és Nyugat-Európában az új társadalmi mozgalmakkal foglalkozott, majd a kialakuló globális, önkreatív társadalom elméletét dolgozta ki. Fontosabb publikációi ezekben a témakörökben jelentek meg franciául, angolul és olaszul.
A magyar rendszerváltást követően az SZDSZ holdudvarához tartozott. A Tégy a gyűlölet ellen mozgalom alapítója volt 1992-ben.

### 2000-es évek
2004-ben települt végleg Magyarországra. A 2006. októberi 23-i események után az MSZP–SZDSZ-kormány kritikusa lett.  
Magát baloldali liberális, „zöld, kozmopolita, zsidó értelmiséginek” vallotta. A kétezres évek elején került közelebbi, baráti viszonyba Orbán Viktorral. Azt állította, az ő ötletén alapult 2008-ban a vizitdíj, a kórházi napidíj és az egyetemi tandíj visszavonását kikényszerítő „szociális népszavazás”, amely megroppantotta az MSZP–SZDSZ-kormánykoalíciót, és 2010-ben a Fidesz kétharmadához vezetett.
2009-től kuratóriumi elnöke volt a Minden gyerek lakjon jól! Alapítványnak, amely a Magyarország leghátrányosabb helyzetű kistérségében élő családok élelmiszer-előállításához nyújt segítséget, vetőmag és haszonállat osztásával.

„Szívügyem, amit csinálok. Amikor 2009 végén egy riport szembesített azzal, hogy gyerekek maradnak ebéd nélkül, utánanéztem, hogy mi a helyzet a leghátrányosabb kistérségekben. Kiderült, hogy több százezer, százszázalékos étkezési támogatásra jogosult, hátrányos helyzetű kisgyerek nem jut a fejlődéséhez szükséges fehérjéhez és vitaminhoz. Másnap elindítottam a „Minden gyerek lakjon jól!” kezdeményezést, egyszerűen azért, mert fel voltam háborodva. A hetvenes évek elején végzett első szegénységkutatásban nem találtunk éhes gyereket. Ha valamit elindítok, számomra a kérdés roppant egyszerű: Ha nem most, akkor mikor? Ha nem én, akkor ki?”

– Hegedüs Zsuzsa: Ha nem most, akkor mikor? Ha nem én, akkor ki?

### 2010-es évek
A Fidesz-KDNP 2010-es választási győzelme után Orbán Viktor miniszterelnök főtanácsadója, a romafelzárkózás koncepciójának egyik kidolgozója. 2014-től miniszterelnöki megbízott. 2022-ben Orbán tusványosi, rasszista beszédét követően, lemondott kormánytanácsadói pozíciójáról.

„Őszintén sajnálom, hogy egy ilyen szégyenteljes állásfoglalás miatt kell megszakítanom azt a kapcsolatot, ami, bár az illiberális fordulatod óta egyre nehezebben volt kezelhető számomra, még rövidtávon fenntarthatónak látszott. Egy ilyen, az összes alapértékemmel ellentétes beszéd elhangzása után azonban nem maradt más választásom: annak ellenére, hogy az eredeti felkérésedben szereplő, teljes szabadságomat soha semmiben nem korlátoztad, most nyilvánosan kell szakítanom veled a Tusnádfürdőn elhangzottak miatt.”

– Hegedüs Zsuzsa Orbán Viktorhoz írt levele

### Halála
Utolsó évében daganatos betegséggel küzdött. 2022. december 3-án hunyt el.

### Családja
Férje rövid ideig Kis János filozófus volt.

## Főbb művei
- Hegedüs Zsuzsa–Laki Mihály: Alapvető fejlesztési döntések különböző szektorokhoz tartozó két kisvállalatnál; Szövetkezeti Kutató Intézet, Budapest, 1976 (Közlemények. Szövetkezeti Kutató Intézet)
- Avec Alain Touraine – François Dubet – Zsuzsa Hegedus – Michel Wieviorka: Lutte étudiante. Paris, Seuil, 1978. 384 p. ISBN 2-02-005007-2
- Avec Alain Touraine – Zsuzsa Hegedus – François Dubet – Michel Wieviorka: La Prophétie anti-nucléaire. Paris, Seuil, 1980. 375 p. (Sociologie Permanente). ISBN 978-2-02-005440-9 et ISBN 2-02-005440-X
- Avec Alain Touraine – François Dubet – Zsuzsa Hegedus – Michel Wieviorka, Le Pays contre l'État: Luttes occitanes. Paris, Seuil, 1981. 318 p. (Sociologie). ISBN 2-02-005833-2
- Riforma economica e conflitto sociale. Il caso ungherese; szerk., olaszra ford. Antimo Farro; Angeli, Milano, 1981 (La societa)
- Hegedüs Zsuzsa: Il presente è l'avvenire : nuove pratiche e nuova rappresentazione sociale. Angeli, Milano, 1985 (Documenti ISVET; 77)